# Ihottu
Ihottu med Tervasaari i norr, är en ö i Finland. Den ligger i sjön Puula och i kommunen Hirvensalmi i den ekonomiska regionen  S:t Michel och landskapet Södra Savolax, i den södra delen av landet, 200 km norr om huvudstaden Helsingfors. Öns area är 1 kvadratkilometer och dess största längd är 1,9 kilometer i nord-sydlig riktning.